# Kampung Baru (Comoro)
Kampung Baru (Kampungbaru) ist ein Stadtteil der osttimoresischen Landeshauptstadt Dili im Suco Comoro (Verwaltungsamt Dom Aleixo, Gemeinde Dili).

## Lage und Einrichtungen
Kampung Baru liegt im Westen des Sucos Comoro. Das Zentrum gehört zur Aldeia 4 de Setembro und der Westen zur Aldeia Golgota. Westlich und südlich verläuft die Rua de Tali Laran I, nördlich die Avenida da Restauração und östlich die Rua de Malinamok. Jenseits der Straße befindet sich das Viertel Manluana.
In Kampung Baru befinden sich eine Feuerwehrstation, die Kirche Dom Maria Auxilliadora und das Colégio St. Pedro.